# Hohenfichten
Hohenfichten ist ein Gemeindeteil der Gemeinde Gesees im Landkreis Bayreuth (Oberfranken, Bayern). Hohenfichten liegt in der Gemarkung Gesees.

## Geografie
Der Weiler liegt im Tal des Theuerbachs, eines rechten Zuflusses der Mistel. Im Süden steigt das Gelände zum Eichenreuther Berg (565 m ü. NHN) an, einer im Lindenhardter Forst befindliche Erhebung, die zur nördlichen Fränkischen Schweiz zählt. Im Norden steigt das Gelände zum Göllitz (501 m ü. NHN) an, einer Erhebung des Hummelgaus. Eine Gemeindeverbindungsstraße führt nach Spänfleck zur Kreisstraße BT 5 (0,7 km südöstlich) bzw. nach Eichenreuth (0,5 km nordwestlich).

## Geschichte
Hohenfichten gehörte zur Realgemeinde Gesees. Gegen Ende des 18. Jahrhunderts bestand Hohenfichten aus drei Anwesen. Die Hochgerichtsbarkeit stand dem bayreuthischen Stadtvogteiamt Bayreuth zu. Grundherren waren das Hofkastenamt Bayreuth (1 Sölde) und die Pfarrei Gesees (2 Häuser).
Von 1797 bis 1810 unterstand der Ort dem Justiz- und Kammeramt Bayreuth. Mit dem Gemeindeedikt wurde Hohenfichten dem 1812 gebildeten Steuerdistrikt Gesees und der Ruralgemeinde Spänfleck zugewiesen. Mit dem Gemeindeedikt von 1818 erfolgte die Eingemeindung nach Gesees.

### Einwohnerentwicklung
| Jahr      | 001819 | 001822 | 001861 | 001871 | 001885 | 001900 | 001925 | 001950 | 001961 | 001970 | 001987 | 002022 |
| Einwohner | 23     | 35     | 25     | 24     | 29     | 27     | 26     | 30     | 31     | 30     | 29     | 21     |
| Häuser    |        | 4      |        |        | 5      | 5      | 5      | 4      | 5      |        | 6      |        |
| Quelle    | [ 9 ]  | [ 6 ]  | [ 10 ] | [ 11 ] | [ 12 ] | [ 13 ] | [ 14 ] | [ 15 ] | [ 16 ] | [ 17 ] | [ 18 ] | [ 1 ]  |

## Religion
Hohenfichten ist evangelisch-lutherisch geprägt und nach St. Marien (Gesees) gepfarrt.

## Verkehr
Der ÖPNV bedient Hohenfichten an einer Haltestelle der Buslinie 372 des VGN. Der am schnellsten erreichbare Bahnhof befindet sich in Creußen an der Bahnstrecke Schnabelwaid–Bayreuth und der nächste Fernbahnhof ist der Hauptbahnhof in Bayreuth.